# Конец света 2013: Апокалипсис по-голливудски
«Конец света 2013: Апокалипсис по-голливудски» (англ. This Is the End — «Это конец») — чёрная кинокомедия с элементами фантастики, срежиссированная Эваном Голдбергом и Сетом Рогеном.

## Сюжет
Джей Барушель приезжает в Лос-Анджелес, чтобы посетить старого друга и коллегу, актёра Сета Рогена, который пригласил Барушеля на новоселье, организованное Джеймсом Франко. На не очень приличную вечеринку приехали многие знаменитости. Они пьют много алкоголя, принимают наркотики, занимаются сексом, а также совершают аморальные поступки. Барушелю неудобно среди такого количества людей, он практически не знает лично таких знаменитостей, как Джона Хилл, Кристофера Минц-Плассе, Майкл Сера, Крейг Робинсон, Эмма Уотсон и Ченнинг Татум. Роген, чтобы немного успокоить друга, сопровождает его в магазин за сигаретами.
В магазине лучи синего света с неба вдруг уносят на небеса нескольких клиентов магазина. Перепуганные Роген и Барушель бегут в дом Франко на фоне взрывов, автомобильных аварий, а также массового хаоса, но на вечеринке синие лучи никого не тронули. Подвыпившие гости не верят россказням Барушеля и объявляют его сумасшедшим, но через несколько секунд слышат снаружи грохот. Мощное землетрясение прошло около дома Франко, образовав воронку глубиной до подземной лавы. В шоке гости видят Голливудские холмы в огне. Открывается большая трещина в земле, и Сера, Минц-Плассе, Рианна, Минди Калинг, Азиз Ансари, Кевин Харт, Джейсон Сигел и Дэвид Крамхолц погибают. Роген, Барушель, Франко, Хилл и Робинсон остались живыми.
Из телевизионных новостей они узнают, что в Лос-Анджелесе произошло крупнейшее землетрясение в истории Калифорнии. Полагая, что они — известные актеры, пятерка надеется, что их спасут. Актеры проводят инвентаризацию имеющихся запасов и находят в минимальных количествах продукты питания и воды, различные наркотики и раритетный револьвер Revolver Mle 1892 Франко со съёмок «Эскадрильи „Лафайет“». Они создают карточную систему, заколачивают двери и окна и ждут помощь.
На следующее утро Дэнни МакБрайд, который втайне от других заснул в доме у Франко, просыпается первым. Будучи неосведомленным о кризисе, он тратит большую часть припасов. Когда остальные проснувшиеся спускаются вниз, они видят как Дэн из почти всех запасов сделал завтрак. Он не верит пятерке о том, что произошло, но в это время в дом пытается попасть незнакомый мужчина, но его, в присутствии остальных, за баррикадами кто-то обезглавливает. Мужчины тратят время за разговорами, принимая различные препараты и пытаются снять на видеокамеру домашнее продолжение фильма «Ананасовый экспресс: Сижу, курю», в котором играют большинство мужчин из шестёрки. Напряжённость растет. Барушель обвиняет остальных в скептицизме и пытается доказать, что у них на глазах произошёл тот самый апокалипсис, который предсказывается в Книге Откровения.
Вдруг внезапно в дом врывается Эмма Уотсон, вооружённая пожарным топором. Она была очень удивлена, что кто-то из её друзей остался жив. Она рассказывает парням, что, когда спасалась, слышала таинственный и страшный звук, похожий на рёв животного. Из-за недоразумения она быстро уходит, забирая с собой весь запас воды. Робинсон решает выбраться наружу, в находящийся недалеко от дома погреб в поисках воды, но его пугает нечто чудовищное. Группа успешно добывает воду, но хамское поведение Макбрайда заставляет остальных выселить его. Макбрайд пытается убить других из пистолета, но он оказывается реквизитом, и Дэн сердито уходит из дома.
Опыт Робинсона заставляет его верить в теорию Барушеля и что синие лучи есть само Вознесение. Робинсон вместе с Барушелем вызываются добровольцами, чтобы сходить в соседние дома на поиски провизии. Ночью Хилла насилует демон. Наутро Хилл становится демонически одержимым и сверхъестественно сильным. Он гоняется за Франко и Рогеном, а Робинсон и Барушель пытаются убежать от демона. Группе удается привязать Хилла-демона к постели, но во время попытки экзорцизма, являющейся пародией на классический фильм «Изгоняющий дьявола», пожар уничтожает дом и тело Хилла, заставляя четвёрку искать спасение на открытом воздухе.
Сожалея об ошибках в своей жизни, которые не должны были пустить его на небеса, Робинсон добровольно приносит себя в жертву, так, чтобы его друзья смогли избежать большого крылатого демона, который летал над ними. План прошёл успешно, и Робинсон «вознёсся» за его доброе дело, дав надежду группе. Но неожиданно появляется толпа людоедов во главе с захватившим власть Макбрайдом и готовятся съесть мужчин. Франко аналогичным способом добровольно принес себя в жертву. Хотя план шёл успешно, и синий луч уже начинал «возносить» Франко, его насмешки над Макбрайдом заставили луч исчезнуть, и каннибалы съедают Франко. Как сам Сатана, массивный демон с несколькими змеиными головами и гигантским пенисом готовится съесть Рогена и Барушеля. Они прощаются друг с другом, признаваясь в верной дружбе, и ждут смерти. Синий луч внезапно поражает Барушеля, но присутствие Рогена не позволяет ему добраться до Небес. Роген жертвует собой, чтобы спасти своего друга, но «возносится» незадолго до своей потенциальной смерти, но зато сильно покалечили Сатану.
Барушель и Роген прибывают в жемчужные ворота, где Робинсон, который стал ангелом, приветствует их. Он объясняет, что это — Небесный рай, где сбывается любое желание, даже покурить травку. Барушель хочет, чтобы Backstreet Boys воссоединились, и фильм заканчивается выступлением группы с песней «Everybody (Backstreet’s Back)» в раю.

## В ролях
Каждый из актёров играет самого себя в период после начала апокалипсиса.
- Сет Роген
- Джей Барушель
- Джеймс Франко
- Крэйг Робинсон
- Джона Хилл
- Дэнни Макбрайд
- Эмма Уотсон
- Майкл Сера
- Джейсон Сигел
- Дэвид Крамхолц
- Пол Радд
- Минди Калинг
- Мартин Старр
- Кевин Харт
- Азиз Ансари
- Рианна
- Backstreet Boys
- Ченнинг Татум
- Кристофер Минц-Пласс

## Производство
«Конец света» основан на короткометражном фильме «Джей и Сет против апокалипсиса», который был создан Сэтом Рогеном и Джеем Барушелем в 2007 году. Съёмки начались в апреле 2012 года в Новом Орлеане.
Первый русский трейлер представлен в августе 2013 года.
Во время съёмок фильм назывался «Апокалипсис». Название пришлось изменить на «Конец света» (англ. The End of the World) (20th Century Fox уже владела правами на название «Апокалипсис»). Фильм вошёл в постпродакшн в июле 2012 года. Позже название было вновь изменено на «20 декабря 2012 года» (англ. December 20, 2012), но конечным названием стало «Это конец» (англ. This is the End).
В марте 2013 года дата релиза была отодвинута до 12 июня 2013 года. 1 апреля 2013 года Sony выпустила в честь праздника Дня Дурака трейлер несуществующего фильма «Ананасовый экспресс 2», который фактически являлся тизером к «Концу Света».

## Прокат
В Канаде и США (рейтинг NC-17) прокат фильма стартовал 12 июня 2013 года, в России (возрастное ограничение 18+), Таиланде и Чехии — 19 сентября 2013 года, в Израиле и Португалии — 3 октября 2013 года.

## Саундтрек
Конец света: Оригинальный саундтрек к фильму вышел 11 июня 2013 года.
| №                   | Название                                | Исполнитель                                   | Длительность |
| ------------------- | --------------------------------------- | --------------------------------------------- | ------------ |
| 1.                  | «Take Yo Panties Off»                   | Snoop Dogg & Крэйг Робинсон                   | 5:06         |
| 2.                  | «Step Into a World (Rapture's Delight)» | KRS-One                                       | 4:50         |
| 3.                  | «Tipsy (Club Mix)»                      | J-Kwon                                        | 4:05         |
| 4.                  | «A Joyful Process»                      | Funkadelic                                    | 6:17         |
| 5.                  | «Love in the Old Days»                  | Daddy                                         | 4:18         |
| 6.                  | «When the Shit Goes Down»               | Cypress Hill                                  | 3:11         |
| 7.                  | «Watchu Want»                           | Belief & Karniege                             | 2:57         |
| 8.                  | «Easy Fix»                              | K. Flay                                       | 3:36         |
| 9.                  | «Spirit in the Sky»                     | Norman Greenbaum                              | 3:58         |
| 10.                 | «Everybody (Backstreet's Back)»         | Backstreet Boys                               | 3:45         |
| 11.                 | «Please Save My Soul»                   | Church Friends Choir featuring Pamela Landrum | 2:07         |
| 12.                 | «I Will Always Love You»                | Whitney Houston                               | 4:33         |
| Общая длительность: | Общая длительность:                     | Общая длительность:                           | 48:43        |

## Награды и номинации
- 2014 — номинация на премию «Сатурн» за лучший фильм ужасов.
- 2014 — премия American Comedy Awards за самый смешной фильм, а также номинация в категории «лучший комедийный актёр» (Сет Роген).
- 2014 — номинация на премию Empire Awards за лучшую комедию.
- 2014 — две премии MTV Movie Awards: лучший музыкальный момент, лучшее камео (Рианна).